# Lista över fornlämningar i Vallentuna kommun (Markim)
Lista över fornlämningar i Vallentuna kommun (Markim) är en förteckning av ett urval av de fornlämningar som finns i Markim i Vallentuna kommun.
| Namn                                    | Lämningstyp         | Tillkomsttid | Historisk indelning | Plats | Läge                 | ID-nr          | Bild                                      |
| --------------------------------------- | ------------------- | ------------ | ------------------- | ----- | -------------------- | -------------- | ----------------------------------------- |
| Galgberget (Markim 1:1)                 | Stensättning        |              | Markim, Uppland     |       | 59.597618, 18.032541 | 10005100010001 | Ladda upp en bild av detta fornminne      |
| Galgberget (Markim 1:2)                 | Stensättning        |              | Markim, Uppland     |       | 59.597290, 18.032386 | 10005100010002 | Ladda upp en bild av detta fornminne      |
| Markim 2:1                              | Stensättning        |              | Markim, Uppland     |       | 59.597460, 18.040673 | 10005100020001 | Ladda upp en bild av detta fornminne      |
| Markim 3:1                              | Stensättning        |              | Markim, Uppland     |       | 59.591674, 18.023423 | 10005100030001 | Ladda upp en bild av detta fornminne      |
| Upplands runinskrifter 326 (Markim 5:1) | Runristning         |              | Markim, Uppland     |       | 59.598472, 18.047941 | 10005100050001 | Ladda upp en till bild av detta fornminne |
| Markim 6:1                              | Gravfält            |              | Markim, Uppland     |       | 59.587627, 18.035608 | 10005100060001 | Ladda upp en bild av detta fornminne      |
| Upplands runinskrifter 328 (Markim 6:2) | Runristning         |              | Markim, Uppland     |       | 59.587801, 18.035937 | 10005100060002 | Ladda upp en till bild av detta fornminne |
| Markim 7:1                              | Gravfält            |              | Markim, Uppland     |       | 59.601966, 18.037565 | 10005100070001 | Ladda upp en bild av detta fornminne      |
| Markim 8:1                              | Gravfält            |              | Markim, Uppland     |       | 59.604744, 18.039301 | 10005100080001 | Ladda upp en bild av detta fornminne      |
| Markim 10:1                             | Stensättning        |              | Markim, Uppland     |       | 59.599457, 18.027337 | 10005100100001 | Ladda upp en bild av detta fornminne      |
| Markim 11:1                             | Stensättning        |              | Markim, Uppland     |       | 59.600004, 18.025647 | 10005100110001 | Ladda upp en bild av detta fornminne      |
| Markim 13:1                             | Hög                 |              | Markim, Uppland     |       | 59.605280, 18.028215 | 10005100130001 | Ladda upp en bild av detta fornminne      |
| Kjusbacken (Markim 14:1)                | Gravfält            |              | Markim, Uppland     |       | 59.606714, 18.027333 | 10005100140001 | Ladda upp en bild av detta fornminne      |
| Markim 15:1                             | Gravfält            |              | Markim, Uppland     |       | 59.607641, 18.026672 | 10005100150001 | Ladda upp en bild av detta fornminne      |
| Markim 16:1                             | Stensättning        |              | Markim, Uppland     |       | 59.609355, 18.027307 | 10005100160001 | Ladda upp en bild av detta fornminne      |
| Markim 20:1                             | Runristning         |              | Markim, Uppland     |       | 59.606502, 18.050052 | 10005100200001 | Ladda upp en till bild av detta fornminne |
| Markim 21:1                             | Runristning         |              | Markim, Uppland     |       | 59.611540, 18.036183 | 10005100210001 | Ladda upp en till bild av detta fornminne |
| U 329 (Markim 21:2)                     | Runristning         |              | Markim, Uppland     |       | 59.611739, 18.035867 | 10005100210002 | Ladda upp en till bild av detta fornminne |
| Markim 23:1                             | Stensättning        |              | Markim, Uppland     |       | 59.612981, 18.024051 | 10005100230001 | Ladda upp en bild av detta fornminne      |
| Kvarnbacken (Markim 24:1)               | Stensättning        |              | Markim, Uppland     |       | 59.604131, 18.039138 | 10005100240001 | Ladda upp en bild av detta fornminne      |
| Kvarnbacken (Markim 24:3)               | Stensättning        |              | Markim, Uppland     |       | 59.604267, 18.038877 | 10005100240003 | Ladda upp en bild av detta fornminne      |
| Markim 25:1                             | Stensättning        |              | Markim, Uppland     |       | 59.598065, 18.037165 | 10005100250001 | Ladda upp en bild av detta fornminne      |
| Markim 26:1                             | Gravfält            |              | Markim, Uppland     |       | 59.596656, 18.041522 | 10005100260001 | Ladda upp en bild av detta fornminne      |
| Markim 27:1                             | Gravfält            |              | Markim, Uppland     |       | 59.595334, 18.046190 | 10005100270001 | Ladda upp en bild av detta fornminne      |
| Markim 29:1                             | Hög                 |              | Markim, Uppland     |       | 59.593956, 18.059488 | 10005100290001 | Ladda upp en bild av detta fornminne      |
| Markim 31:1                             | Stensättning        |              | Markim, Uppland     |       | 59.594031, 18.056321 | 10005100310001 | Ladda upp en bild av detta fornminne      |
| Markim 31:2                             | Stensättning        |              | Markim, Uppland     |       | 59.593982, 18.056540 | 10005100310002 | Ladda upp en bild av detta fornminne      |
| Markim 31:3                             | Stensättning        |              | Markim, Uppland     |       | 59.594075, 18.056550 | 10005100310003 | Ladda upp en bild av detta fornminne      |
| Markim 31:4                             | Stensättning        |              | Markim, Uppland     |       | 59.594302, 18.056513 | 10005100310004 | Ladda upp en bild av detta fornminne      |
| Markim 32:1                             | Gravfält            |              | Markim, Uppland     |       | 59.597519, 18.054708 | 10005100320001 | Ladda upp en bild av detta fornminne      |
| Markim 33:1                             | Runristning         |              | Markim, Uppland     |       | 59.611893, 18.042050 | 10005100330001 | Ladda upp en till bild av detta fornminne |
| Markim 34:1                             | Gravfält            |              | Markim, Uppland     |       | 59.612809, 18.045883 | 10005100340001 | Ladda upp en bild av detta fornminne      |
| Markim 35:1                             | Gravfält            |              | Markim, Uppland     |       | 59.615244, 18.040389 | 10005100350001 | Ladda upp en bild av detta fornminne      |
| Markim 36:1                             | Stensättning        |              | Markim, Uppland     |       | 59.621607, 18.047945 | 10005100360001 | Ladda upp en bild av detta fornminne      |
| Markim 37:1                             | Stensättning        |              | Markim, Uppland     |       | 59.621255, 18.048305 | 10005100370001 | Ladda upp en bild av detta fornminne      |
| Björnbacken (Markim 38:1)               | Gravfält            |              | Markim, Uppland     |       | 59.616522, 18.053555 | 10005100380001 | Ladda upp en bild av detta fornminne      |
| Markim 39:1                             | Gravfält            |              | Markim, Uppland     |       | 59.615013, 18.053282 | 10005100390001 | Ladda upp en bild av detta fornminne      |
| Markim 42:1                             | Stensättning        |              | Markim, Uppland     |       | 59.609426, 18.066213 | 10005100420001 | Ladda upp en bild av detta fornminne      |
| Markim 44:1                             | Stensättning        |              | Markim, Uppland     |       | 59.609929, 18.068694 | 10005100440001 | Ladda upp en bild av detta fornminne      |
| Markim 44:2                             | Stensättning        |              | Markim, Uppland     |       | 59.610178, 18.069126 | 10005100440002 | Ladda upp en bild av detta fornminne      |
| Markim 46:1                             | Gravfält            |              | Markim, Uppland     |       | 59.610779, 18.078249 | 10005100460001 | Ladda upp en bild av detta fornminne      |
| Markim 47:1                             | Hög                 |              | Markim, Uppland     |       | 59.616526, 18.074291 | 10005100470001 | Ladda upp en bild av detta fornminne      |
| Markim 48:1                             | Hällristning        |              | Markim, Uppland     |       | 59.615722, 18.075026 | 10005100480001 | Ladda upp en bild av detta fornminne      |
| Markim 52:1                             | Gravfält            |              | Markim, Uppland     |       | 59.626013, 18.066699 | 10005100520001 | Ladda upp en bild av detta fornminne      |
| Markim 56:1                             | Gravfält            |              | Markim, Uppland     |       | 59.629522, 18.068787 | 10005100560001 | Ladda upp en bild av detta fornminne      |
| Markim 57:1                             | Gravfält            |              | Markim, Uppland     |       | 59.622516, 18.082119 | 10005100570001 | Ladda upp en bild av detta fornminne      |
| Markim 73:1                             | Stensättning        |              | Markim, Uppland     |       | 59.603598, 18.065829 | 10005100730001 | Ladda upp en bild av detta fornminne      |
| Markim 74:1                             | Gravfält            |              | Markim, Uppland     |       | 59.604300, 18.063188 | 10005100740001 | Ladda upp en bild av detta fornminne      |
| Markim 90:1                             | Gravfält            |              | Markim, Uppland     |       | 59.624215, 18.075382 | 10005100900001 | Ladda upp en bild av detta fornminne      |
| Markim 92:1                             | Hög                 |              | Markim, Uppland     |       | 59.604431, 18.060719 | 10005100920001 | Ladda upp en bild av detta fornminne      |
| Markim 92:2                             | Hög                 |              | Markim, Uppland     |       | 59.604447, 18.060986 | 10005100920002 | Ladda upp en bild av detta fornminne      |
| Markim 93:1                             | Gravfält            |              | Markim, Uppland     |       | 59.604680, 18.062271 | 10005100930001 | Ladda upp en bild av detta fornminne      |
| Markim 94:1                             | Stensättning        |              | Markim, Uppland     |       | 59.586490, 18.042335 | 10005100940001 | Ladda upp en bild av detta fornminne      |
| Markim 94:2                             | Hällristning        |              | Markim, Uppland     |       | 59.586726, 18.041998 | 10005100940002 | Ladda upp en bild av detta fornminne      |
| Markim 103:1                            | Gravfält            |              | Markim, Uppland     |       | 59.623186, 18.057588 | 10005101030001 | Ladda upp en bild av detta fornminne      |
| Markim 104:1                            | Gravfält            |              | Markim, Uppland     |       | 59.622651, 18.053553 | 10005101040001 | Ladda upp en bild av detta fornminne      |
| Markim 105:1                            | Stensättning        |              | Markim, Uppland     |       | 59.617644, 18.057159 | 10005101050001 | Ladda upp en bild av detta fornminne      |
| Markim 105:2                            | Hög                 |              | Markim, Uppland     |       | 59.617564, 18.057287 | 10005101050002 | Ladda upp en bild av detta fornminne      |
| Markim 105:3                            | Stensättning        |              | Markim, Uppland     |       | 59.617551, 18.057006 | 10005101050003 | Ladda upp en bild av detta fornminne      |
| Markim 106:1                            | Gravfält            |              | Markim, Uppland     |       | 59.618543, 18.057829 | 10005101060001 | Ladda upp en bild av detta fornminne      |
| Markim 107:1                            | Stensättning        |              | Markim, Uppland     |       | 59.628337, 18.049433 | 10005101070001 | Ladda upp en bild av detta fornminne      |
| Markim 107:2                            | Stensättning        |              | Markim, Uppland     |       | 59.628194, 18.049378 | 10005101070002 | Ladda upp en bild av detta fornminne      |
| Markim 107:3                            | Stensättning        |              | Markim, Uppland     |       | 59.628108, 18.049371 | 10005101070003 | Ladda upp en bild av detta fornminne      |
| Markim 108:1                            | Gravfält            |              | Markim, Uppland     |       | 59.629561, 18.047827 | 10005101080001 | Ladda upp en bild av detta fornminne      |
| Markim 110:1                            | Stensättning        |              | Markim, Uppland     |       | 59.630793, 18.047684 | 10005101100001 | Ladda upp en bild av detta fornminne      |
| Markim 115:1                            | Gravfält            |              | Markim, Uppland     |       | 59.620817, 18.042026 | 10005101150001 | Ladda upp en bild av detta fornminne      |
| Markim 116:1                            | Fornborg            |              | Markim, Uppland     |       | 59.621442, 18.040927 | 10005101160001 | Ladda upp en bild av detta fornminne      |
| Markim 116:2                            | Stensättning        |              | Markim, Uppland     |       | 59.621153, 18.040730 | 10005101160002 | Ladda upp en bild av detta fornminne      |
| Markim 116:3                            | Stensättning        |              | Markim, Uppland     |       | 59.621212, 18.040964 | 10005101160003 | Ladda upp en bild av detta fornminne      |
| Markim 116:4                            | Stensättning        |              | Markim, Uppland     |       | 59.621387, 18.041032 | 10005101160004 | Ladda upp en bild av detta fornminne      |
| Markim 116:5                            | Stensättning        |              | Markim, Uppland     |       | 59.621482, 18.040921 | 10005101160005 | Ladda upp en bild av detta fornminne      |
| Markim 117:1                            | Stensättning        |              | Markim, Uppland     |       | 59.619435, 18.033087 | 10005101170001 | Ladda upp en bild av detta fornminne      |
| Markim 119:1                            | Stensättning        |              | Markim, Uppland     |       | 59.614761, 18.040110 | 10005101190001 | Ladda upp en bild av detta fornminne      |
| Markim 119:2                            | Stensättning        |              | Markim, Uppland     |       | 59.614774, 18.039930 | 10005101190002 | Ladda upp en bild av detta fornminne      |
| Markim 119:3                            | Stensättning        |              | Markim, Uppland     |       | 59.615081, 18.039684 | 10005101190003 | Ladda upp en bild av detta fornminne      |
| Markim 120:1                            | Stensättning        |              | Markim, Uppland     |       | 59.613571, 18.031582 | 10005101200001 | Ladda upp en bild av detta fornminne      |
| Markim 123:1                            | Stensättning        |              | Markim, Uppland     |       | 59.589439, 18.043689 | 10005101230001 | Ladda upp en bild av detta fornminne      |
| Markim 124:1                            | Gravfält            |              | Markim, Uppland     |       | 59.590223, 18.040255 | 10005101240001 | Ladda upp en bild av detta fornminne      |
| Markim 127:1                            | Hög                 |              | Markim, Uppland     |       | 59.601116, 18.037314 | 10005101270001 | Ladda upp en bild av detta fornminne      |
| Markim 128:1                            | Gravfält            |              | Markim, Uppland     |       | 59.594529, 18.049145 | 10005101280001 | Ladda upp en bild av detta fornminne      |
| Markim 136:1                            | Hög                 |              | Markim, Uppland     |       | 59.602724, 18.039126 | 10005101360001 | Ladda upp en bild av detta fornminne      |
| Markim 136:2                            | Hög                 |              | Markim, Uppland     |       | 59.602645, 18.039279 | 10005101360002 | Ladda upp en bild av detta fornminne      |
| Markim 136:3                            | Hög                 |              | Markim, Uppland     |       | 59.602597, 18.039410 | 10005101360003 | Ladda upp en bild av detta fornminne      |
| Markim 147:1                            | Hällristning        |              | Markim, Uppland     |       | 59.619172, 18.053266 | 10005101470001 | Ladda upp en bild av detta fornminne      |
| Markim 147:2                            | Hällristning        |              | Markim, Uppland     |       | 59.619219, 18.053519 | 10005101470002 | Ladda upp en bild av detta fornminne      |
| Markim 152:1                            | Hällristning        |              | Markim, Uppland     |       | 59.609156, 18.030479 | 10005101520001 | Ladda upp en bild av detta fornminne      |
| Markim 152:2                            | Hällristning        |              | Markim, Uppland     |       | 59.609255, 18.030539 | 10005101520002 | Ladda upp en bild av detta fornminne      |
| Markim 152:3                            | Hällristning        |              | Markim, Uppland     |       | 59.609270, 18.030563 | 10005101520003 | Ladda upp en bild av detta fornminne      |
| Markim 153:1                            | Hällristning        |              | Markim, Uppland     |       | 59.608140, 18.030746 | 10005101530001 | Ladda upp en bild av detta fornminne      |
| Markim 153:2                            | Hällristning        |              | Markim, Uppland     |       | 59.608125, 18.030699 | 10005101530002 | Ladda upp en bild av detta fornminne      |
| Markim 154:1                            | Hällristning        |              | Markim, Uppland     |       | 59.607565, 18.029478 | 10005101540001 | Ladda upp en bild av detta fornminne      |
| Markim 157:1                            | Stensättning        |              | Markim, Uppland     |       | 59.603030, 18.061229 | 10005101570001 | Ladda upp en bild av detta fornminne      |
| Markim 172:1                            | Stensättning        |              | Markim, Uppland     |       | 59.578974, 18.011943 | 10005101720001 | Ladda upp en bild av detta fornminne      |
| Markim 172:2                            | Stensättning        |              | Markim, Uppland     |       | 59.578829, 18.011902 | 10005101720002 | Ladda upp en bild av detta fornminne      |
| Norrtorpet (Markim 173)                 | Lägenhetsbebyggelse |              | Markim, Uppland     |       | 59.620872, 18.064718 | 12000000121278 | Ladda upp en bild av detta fornminne      |